# Parantennaria
Parantennaria es un género monotípico de plantas con flores perteneciente a la familia de las asteráceas. Su única especie: Parantennaria uniceps, es originaria de Australia.

## Descripción
Es una pequeña hierba rastrera que alcanza los de 1-3 cm de altura. Las hojas lineares o linear-cuneadas, agudas, mucronadas, de 7-15 mm de largo, y 0.5-2 mm de ancho, rígidas, cóncavas por el haz, bases escariosas y moradas con frecuencia, abrazando el vástago. Capitulescencias de 4-6 mm de diámetro, de campanuladas a cabezas hemisféricas, las femeninas más delgadas que las bisexuales,  ± sésiles entre las hojas más altas, las fértiles posteriores pedunculadas; brácteas involucrales 3  o 4 seriadas, ampliamente oblongo-elípticas a lanceoladas, de 3 -5 mm de largo, obtusas, marrón o púrpura. Los frutos son aquenios de 0.6-1 mm de largo, 3-4 mm de largo mechón.

## Hábitat y distribución
Crece en hábitats alpinos y subalpinos, y en elevaciones más bajas en los fríos barrancos húmedos, principalmente en el Monte Kosciuszko y en el Monte Gingera en Nueva Gales del Sur.

## Taxonomía
Parantennaria uniceps fue descrita por (Bolus) K.Bremer   y publicado en Bulletin de la Societe Botanique de Geneve 3: 256, (1911).
Sinonimia
- Antennaria uniceps F.Muell. basónimo[4]